# 青柳政司
青柳 政司（あおやぎ まさし、1956年12月27日 - 2022年7月6日）は、日本の男性空手家、プロレスラー。愛知県豊田市出身、福岡県糟屋郡出生。血液型AB型。身長172cm、体重93kg。空手道場・国際空手拳法連盟「誠心会館」の館長であり、通称「青柳館長（あおやぎかんちょう）」。プロレスへの参戦活動で知られ、数多くの団体を渡り歩いた。

## 経歴
福岡県で炭鉱労働者の家庭に生まれるが、いわゆるエネルギー革命の影響で父親が職を失ったため愛知県豊田市に移住。小中学生時代は水泳をやっており、県大会の代表に選ばれたこともある。
プロレスへの憧れは中学生時代からあったが、当時は身長180cmに満たない選手など稀な時代であったため、あきらめていた。水泳での活躍により中京高等学校に推薦入学するものの、家庭の事情からわずか3ヶ月で退学。運送会社で働くかたわらで会社の近所に糸東流の空手道場がオープンし、そちらに通い始め空手道に身を進める。
その後東海地区のさまざまな空手大会で優勝し、1978年、22歳の時に他流派でありながら極真会館主催の「第10回オープントーナメント全日本空手道選手権大会」に出場。ベスト16の成績を残す。その翌年運送会社を退職し上京。極真会館の本部に入門したがわずか半年で辞めてしまう、地元に戻り元・弟子達と新たに空手道場「誠心会館」を設立。以後正道会館の大会などへの参戦を続ける。
梶原一騎原作の劇画『四角いジャングル』に「愛知に強豪がいる」と描かれるなど名声があがり、1988年に開催された「格闘技の祭典」からオファーがありトーナメント参加。惜しくも一回戦で佐竹雅昭に左中段回し蹴りで一本負け。翌年89年の「格闘技の祭典」にも参加。しかし空手トーナメントには参加せず大仁田厚と異種格闘技戦で対戦。この事でプロレスとの接点が生まれる。その後、1989年10月6日に行われたFMWの旗揚げ戦における大仁田との再戦で正式にプロレスデビュー。大仁田との対戦は1勝1敗1無効試合となっていて、このまま抗争が盛り上がると思われた矢先にFMWを離脱、弟子の松永光弘を引き連れパイオニア戦志のリングで剛竜馬と抗争するものの、パイオニア戦志は崩壊してしまう。
1990年6月12日、新日本プロレスに参戦し、獣神サンダー・ライガーと異種格闘技戦を戦ったのを期に新日本に定期参戦 (先述の大仁田との戦いはプロレスではなく異種格闘技扱いとされ、こちらが正真正銘のプロレスデビューと言われることもある)。1992年から齋藤彰俊ら門下生を率いて越中詩郎と抗争を繰り広げる。その後、越中が誠心会館の自主興行に参戦し新日本プロレス選手会と対立すると越中と共に反選手会同盟を結成、後に平成維震軍と改名する。1994年に平成維震軍を脱退し、新格闘プロレスを旗揚げ。修斗と提携し、エースとして異種格闘技色の強いプロレスを展開するが所属選手が次々と秒殺された上に、自身も木村浩一郎に敗北。「今度負けたら引退する」とリベンジを宣言するが、再戦を行わないまま一方的に団体を離脱し、団体は自然消滅する。その後、WWFマニアツアーに参戦後、東京プロレスやレッスル夢ファクトリーを渡り歩き、2000年に三沢光晴がプロレスリング・ノアを旗揚げすると、斎藤と共に参戦。2012年11月には、長年の空手道における文化教育活動が認められ、東久邇宮文化褒賞を受賞。
その後は愛知県近郊の興行を中心に主に前座試合に出場。
2007年12月8日D.E.P刈谷大会で誠心会館時代の弟子でもある、深谷友和を破り2代目D.E.P王者となった。
2013年1月、久々にノアのリングに登場、9人参加のバトルロイヤルを制しノアマットで約8年7ヶ月ぶりの勝利を挙げる。
その際に以前から患っていた網膜剥離が悪化し左目が完全に失明したことを告白。しかし今後もプロレス活動を続けると宣言。
2015年5月9日、ツーリング中に事故に遭う。右膝から下を30箇所粉砕骨折する重傷を負い、リングへの復帰は不可能であると医師に宣告を受ける。これにより、同年6月1日をもって引退することを宣言。10月4日、プロレスリング・ノア「GREAT VOYAGE 2015 in NAGOYA」にて引退セレモニーを行った。なお、事故の4日前に信州プロレスの「無茶フェス2015 in 伊那」に参戦しており、これが青柳にとって最後の試合となった。
2016年からは、「魔世軍」を結成し、総裁として活動していた。
2017年、引退を控える大仁田厚との対戦のため一夜限りの復活。その後復帰し、プロレスリング・マスターズを中心に試合を行っていた。
2022年7月6日、死去。訃報は翌7日、参戦していたプロレスリングZERO1より公表された。65歳没。

## タイトル歴
WAR
- インターナショナルジュニアヘビー級タッグ王座

プロレス大賞
- 新人賞（1990年）
- 最優秀タッグチーム賞（1992年 w / 木村健悟&齋藤彰俊）

## 著書
- 『平成維震軍「覇」道に生きた男たち』（辰巳出版、2020年1月23日）越中詩郎、小林邦昭、木村健吾、ザ・グレート・カブキ、青柳政司、齋藤彰俊、AKIRAによる共著